# Flensburg–Fredericia-vasútvonal
A Fredericia–Flensburg-vasútvonal egy normál nyomtávolságú, 118 km hosszúságú nemzetközi vasútvonal Dánia és Németország között. A vonal németországi része 15 kV 16,7 Hz-cel, míg a dániai szakasz 25 kV 50 Hz-cel villamosított. Déli folytatása a Neumünster–Flensburg-vasútvonal. A jütlandi vonal része.
A vonal Tinglev és Padborg között egyvágányú, egyébként kétvágányú.

## Villamosítás
A Padborg-Flensburg vonalat 1996. június 2-án villamosították a szokásos németországi 15 000 voltos, 16⅔ Hz-es feszültséggel. A Fredericia-Padborg vonal 1997. április 1-jén következett a szokásos dán 25  000 volt 50 Hz-es feszültséggel. Padborg állomáson egy feszültségmentesített szakasz választja el a két rendszert egymástól. A határon átnyúló villamos mozdonyoknak és motorvonatoknak mindkét áramellátási rendszert ismerniük kell.

## Utasforgalom
IC vonatok közlekednek Fredericia és Flensburg között, valamint EC vonatok Hamburg és Koppenhága között ezen az útvonalon, Padborg, Kolding, Odense és Ringsted megállókkal. A Fredericia-Tinglev szakaszon ICL vonatok is közlekednek, amelyek Tinglevben átváltanak a Sønderborg-Tinglev-vasútvonalra, Sønderborg végállomással.
Taulov állomást a Fredericiából Lunderskovból Esbjergbe közlekedő regionális vonatok szolgálják ki.